# 193
Cette page concerne l'année 193  du calendrier julien. Pour l'année 193 av. J.-C., voir 193 av. J.-C. Pour le nombre 193, voir 193 (nombre).
L'année 193 est une année commune qui commence un lundi.

## Événements
- 1er janvier-28 mars : règne de Pertinax, empereur romain[1]. Pertinax doit, faute d’argent, suspendre le fonctionnement des institutions alimentaires mises en service sous Trajan. Il s’efforce de réorganiser les finances mises à mal sous Commode et de rétablir la discipline dans l’armée, ce qui provoque la colère des prétoriens. Début de la deuxième année des quatre empereurs[2].
- 28 mars : assassinat de Helvius Pertinax par les prétoriens, qui mettent l’empire aux enchères entre le préfet de Rome Sulpicianus et Didius Julianus. L’empire est racheté par Didius Julianus[3].
- 9 avril : révolte de Septime Sévère, gouverneur de Carnuntum, en Pannonie supérieure (proclamé en Illyrie)[1].
- Avril : révoltes du légat de Syrie Pescennius Niger et de Clodius Albinus, légat de Bretagne, proclamé empereur par leurs légions[4].

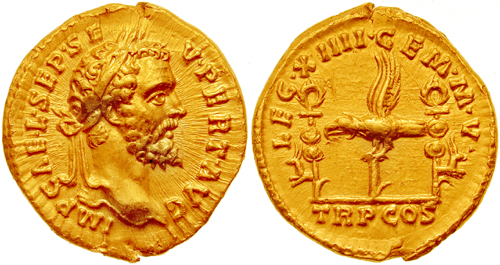
Septime Sévère

- 1er juin[5] ou 2 juin : Julianus, abandonné par les prétoriens, est mis à mort sur ordre de Septime Sévère, qui reconnu empereur romain par le Sénat, marche sur Rome (fin de règne en 211)[6].
- 9 juin : Septime Sévère entre triomphalement dans Rome[7]. Il affronte alors ses deux compétiteurs, Pescennius Niger en Orient et Clodius Albinus en Bretagne. Albinus est associé au pouvoir avec le titre de César, ce qui permet à Septime Sévère de mener la guerre en Orient contre Pescennius Niger (193-194).
  - Avant même d’entrer dans Rome, Septime Sévère venge la mort de Pertinax en désarmant et licenciant la garde prétorienne[8]. Les prétoriens, jusque-là recrutés en Italie, seront désormais pris parmi les légions provinciales, partiellement les légions danubiennes.
- Juillet : Septime Sévère quitte Rome pour marcher contre Pescennius Niger en Orient[9].

- L'évêque de Rome Victor condamne le Montanisme[10].

## Décès en 193
- 28 mars : Pertinax, empereur romain.
- 1er juin : Didius Julianus, empereur romain.
- Octobre, Cao Song, père de Cao Cao.
- Guan Hai, commandant des Turbans Jaunes.